# Thomas Givnish
Thomas J. Givnish (1951) is een Amerikaanse botanicus en ecoloog.
Tussen 1969 en 1973 was hij student op de afdeling wiskunde van de Princeton University, waar hij zijn B.A. summa cum laude behaalde. Tussen 1973 en 1976 was hij actief op de afdeling biologie van dezelfde universiteit, waar hij zijn M.A. en in 1976 zijn Ph.D. behaalde.
In 1976 was Givnish instructor in de biologie aan de Harvard University. Tussen 1976 en 1981 was hij hier assistant professor in de biologie. Tussen 1981 en 1984 was hij er associate professor in de biologie. In 1984 en 1985 was hij er lecturer in de biologie. In 1985 en 1986 was hij assistant professor in de botanie aan de University of Wisconsin-Madison. Tussen 1985 en 1990 was hij er associate professor in de botanie.
Vanaf 1990 is hij hoogleraar (full professor) in de botanie aan de University of Wisconsin-Madison. Tevens is hij er vanaf 1992 hoogleraar in de milieuwetenschappen. Vanaf 2003 draagt hij de titel 'Henry Allan Gleason Professor of Botany and Environmental Studies'.
Givnish houdt zich bezig met onderzoek op het gebied van ecologie en evolutiebiologie van planten, eenzaadlobbigen, adaptieve radiatie, moleculaire systematiek, biogeografie, fylogeografie, fysiologische ecologie en de dynamiek van landschappen. Hij werkt onder meer samen met Susanne Renner en Kenneth Sytsma.
Givnish is (mede)auteur van artikelen in tijdschriften als American Journal of Botany, International Journal of Plant Sciences, Nature, Novon, Proceedings of the National Academy of Sciences, Science en Systematic Botany. Hij was redacteur van het boek On the Economy of Plant Form And Function: Proceedings of the Sixth Maria Moors Cabot Symposium (Cambridge University Press, edities in 1986 en 2005). Samen met Kenneth Sytsma voerde hij de redactie over het boek Molecular Evolution and Adaptive Radiation (Cambridge University Press, edities in 1997 en 2000). Givnish draagt bij aan het Tree of Life web project.
Vanaf 1998 is Givnish als fellow lid van de Linnean Society of London. Vanaf 2003 is hij als fellow lid van de American Association for the Advancement of Science. Hij is tevens lid van de Botanical Society of America. In 2006 werd hij onderscheiden vanwege zijn colleges in de ecologie door de Colorado State University, waar hij als gasthoogleraar optrad.